# Richard Murray
Pour les articles homonymes, voir Murray.
Richard Murray né le 4 janvier 1989 au Cap en Afrique du Sud est un triathlète professionnel, double champion d'Afrique de triathlon (2011 et 2012).

## Biographie

### Jeunesse
Richard Murray grandit dans une ferme, adolescent il pratique la course à pied, le cyclisme et le moto-cross, il participe à son premier triathlon à l'âge de 13 ans. En 2007 et 2008, il est sacré champion du monde de duathlon juniors.

### Carrière en triathlon
Richard Murray se qualifie et participe à l'épreuve de triathlon aux Jeux olympiques d'été de 2012 à Londres, où il se classe en 17e position. La même année, il remporte l'épreuve des séries mondiales de triathlon (WTS) à Hambourg devant Javier Gómez et Steffen Justus.
En 2012 et 2013, il finit cinquième des championnats du monde,. Il s'essaie en 2013 au championnat du monde Xterra où il finit en 12e position.
En 2016 Richard Murray créé la surprise, ce spécialiste des courtes distances en triathlon, vainqueur d'étape en coupe du monde et séries mondiales de triathlon, s'arroge un titre mondial d'une spécialité dans laquelle il apparait rarement, le duathlon. Même si ces derniers résultats sur le circuit international des sports enchainés le plaçait parmi les favoris de cette compétition, sa victoire reste inattendue. Après la première épreuve de course à pied, Richard Murray fait partie d'un groupe de dix triathlètes qui mènent la partie vélo avec les champions du monde en titre l'Espagnol Emilio Martin et le Français Benoit Nicolas. Aucun écart n'ayant pu se constituer, c'est sur la seconde course à pied que ce fait la décision finale. Richard Murray dans cette dernière épreuve survole ses concurrents et remporte le titre mondial, six ans après avoir participé à sa dernière compétition de duathlon. Emilio Martin conserve la seconde place, le jeune Néerlandais Jorik Van Egdom monte sur la troisième marche du podium.
Lors de l'étape des séries mondiales de triathlon de Hambourg en Allemagne au mois de juillet et à la suite de sanctions des instances sportives, Richard Murray est disqualifié et reçoit une amende de 15 000 dollars pour comportement anti-sportif. Ayant fait la quasi-intégralité de la course dans la même seconde que le vainqueur de l’étape l'Espagnol Mario Mola, il doit effectuer à 100 mètres de l’arrivée,  10 secondes de pénalité infligées lors de la transition une, pour avoir mal remisé sa combinaison de natation dans la boite prévue à cet effet. Cette pénalité le privant d'une possible victoire, il est à l'issue de la course, l’auteur de geste et propos disgracieux et répréhensibles qui lui valent une disqualification immédiate et une amende, ainsi qu'une saisine des instances fédérales.

### Vie privée
Richard épouse la triathlète néerlandaise Rachel Klamer en mars 2020. Deux années plus tard, mars 2022, sa nationalité sportive est les Pays-Bas.

## Palmarès
Le tableau présente les résultats les plus significatifs (podium) obtenus sur le circuit national et international de triathlon et de duathlon depuis 2011,.
| Année | Compétition                                                    | Pays                | Position           | Temps           | Nationalité sportive |
| ----- | -------------------------------------------------------------- | ------------------- | ------------------ | --------------- | -------------------- |
| 2024  | Coupe du monde - l'étape sprint de Huatulco                    | Mexique             | Médaille d'or      | 58 min 7 s      |                      |
| 2023  | Coupe d'Afrique - l'étape sprint de Swakopmund                 | Namibie             | Médaille d'or      | 57 min 0 s      |                      |
| 2022  | Coupe panaméricaine - l'étape sprint de Sarasota-Bradenton     | États-Unis          | Médaille d'or      | 29 min 14 s     |                      |
| 2018  | WTS Leeds                                                      | Royaume-Uni         | Médaille d'or      | 1 h 45 min 52 s |                      |
| 2018  | Coupe du monde - l'étape sprint du Cap                         | Afrique du Sud      | Médaille d'or      | 0 h 52 min 15 s |                      |
| 2018  | Coupe du monde - l'étape sprint de Mooloolaba                  | Australie           | Médaille d'or      | 0 h 53 min 9 s  |                      |
| 2017  | WTS Gold Coast                                                 | Australie           | Médaille d'argent  | 0 h 52 min 39 s |                      |
| 2017  | Coupe du monde - l'étape sprint du Cap                         | Afrique du Sud      | Médaille d'or      | 0 h 51 min 33 s |                      |
| 2017  | Coupe du monde - l'étape sprint de New Plymouth                | Nouvelle-Zélande    | Médaille d'or      | 0 h 54 min 37 s |                      |
| 2017  | Coupe d'Europe de triathlon - l'étape premium sprint de Holten | Pays-Bas            | Médaille d'or      | 0 h 54 min 31 s |                      |
| 2016  | Championnat du monde de duathlon                               | Espagne             | Médaille d'or      | 1 h 42 min 18 s |                      |
| 2016  | Coupe du monde - l'étape sprint de New Plymouth                | Nouvelle-Zélande    | Médaille d'or      | 0 h 58 min 3 s  |                      |
| 2016  | WTS Abou Dabi                                                  | Émirats arabes unis | Médaille d'argent  | 1 h 46 min 54 s |                      |
| 2015  | WTS Chicago - Finale                                           | États-Unis          | Médaille de bronze | 1 h 45 min 35 s |                      |
| 2015  | WTS Edmonton                                                   | Canada              | Médaille d'or      | 0 h 53 min 19 s |                      |
| 2015  | Coupe du monde - l'étape sprint de New Plymouth                | Nouvelle-Zélande    | Médaille d'or      | 0 h 52 min 38 s |                      |
| 2015  | Coupe du monde - l'étape sprint de Cozumel                     | Mexique             | Médaille d'or      | 0 h 55 min 3 s  |                      |
| 2014  | WTS Londres                                                    | Royaume-Uni         | Médaille d'argent  | 0 h 49 min 47 s |                      |
| 2014  | Coupe d'Afrique - l'étape sprint du Cap                        | Afrique du Sud      | Médaille d'or      | 1 h 1 min 26 s  |                      |
| 2014  | Championnats d'Afrique du Sud                                  | Afrique du Sud      | Médaille d'or      | 1 h 50 min 44 s |                      |
| 2013  | Grand Prix de triathlon - Étape des Sables-d'Olonne            | France              | Médaille d'or      | Timing          |                      |
| 2013  | Coupe d'Afrique - l'étape sprint du Cap                        | Afrique du Sud      | Médaille d'or      | 0 h 53 min 21 s |                      |
| 2013  | WTS San Diego                                                  | États-Unis          | Médaille d'argent  | 1 h 47 min 38 s |                      |
| 2012  | WTS Hambourg                                                   | Allemagne           | Médaille d'or      | 0 h 51 min 48 s |                      |
| 2012  | WTS Sydney                                                     | Australie           | Médaille d'argent  | 1 h 51 min 13 s |                      |
| 2012  | Championnats d'Afrique                                         | Maurice             | Médaille d'or      | 1 h 52 min 52 s |                      |
| 2012  | Coupe d'Afrique - l'étape sprint du Cap                        | Afrique du Sud      | Médaille d'or      | 0 h 54 min 48 s |                      |
| 2011  | Championnats d'Afrique                                         | Mozambique          | Médaille d'or      | 1 h 57 min 43 s |                      |
| 2011  | Coupe d'Europe - l'étape de Brasschaat                         | Belgique            | Médaille d'or      | 1 h 44 min 22 s |                      |

| Édition      | Position | Temps           | Nationalité sportive |
| ------------ | -------- | --------------- | -------------------- |
| Paris 2024   | 44e      | 1 h 50 min 55 s |                      |
| Rio 2016     | 4e       | 1 h 45 min 50 s |                      |
| Londres 2012 | 17e      | 1 h 49 min 15 s |                      |